# Charlotte Brabantina von Oranien-Nassau

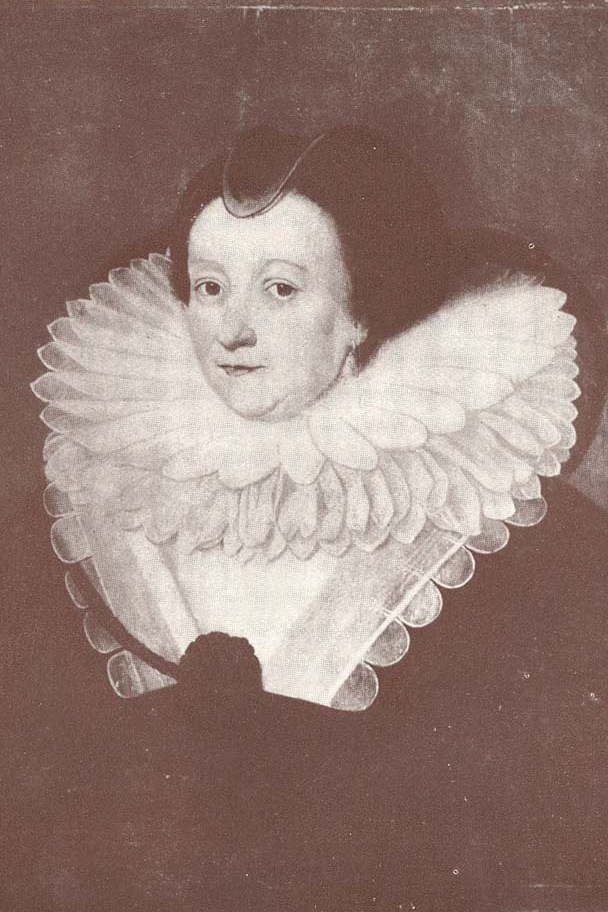
Prinzessin Charlotte Brabantina von Oranien-Nassau, spätere Herzogin von Thouars

Charlotte Brabantina (* 17. September 1580 in Antwerpen; † im August 1631 auf Château-Renard) war eine Tochter des Fürsten Wilhelm I. von Oranien-Nassau, dem Schweiger, (* 1533; † 1584) und seiner dritten Frau Charlotte de Bourbon-Montpensier (* 1546; † 1582).

## Leben
Als 13-Jährige ging Charlotte Brabantina zusammen mit ihrer Stiefmutter Louise de Coligny und ihrer Schwester Elisabeth nach Paris, damit die beiden Prinzessinnen mit mächtigen Verbündeten in Frankreich vermählt werden konnten. Charlottes Schwester Elisabeth heiratete 1595 Henri de La Tour d’Auvergne, duc de Bouillon. So lernte Charlotte Brabantina den Cousin ihres Schwagers, Claude de La Trémoille, duc de Thouars (1566–1604), kennen und heiratete diesen am 11. März 1598.
Charlotte Brabantinas Beziehungen zum Haus Oranien spielten eine bedeutende Rolle in der Diplomatie der französischen Protestanten. Sie konnte ihren Mann von einer Beteiligung am Komplott des Herzogs von Biron gegen König Heinrich IV. abbringen und auf Loyalität zum König zu drängen.
Charlotte Brabantina wurde als sehr schön beschrieben, ihre Schwester nannte sie meist „la belle Brabant“. Nach sechs Jahren Ehe wurde die Herzogin 1604 Witwe und verbrachte den Rest ihres Lebens meist bei ihrer Schwester Elisabeth. 1619 heirateten schließlich die Kinder der Schwestern auf Rat des Königs. Acht Jahre später konvertierte Charlotte Brabantinas Sohn zum Katholizismus, was zum Bruch mit seiner protestantischen Mutter führte.
Als Verwalterin der Güter ihres Mannes war es der Herzogin gelungen, nach dem Tod des Grafen Guy XX. von Laval 1605 aus dessen Erbe den Grundbesitz der Familie zu verdoppeln. Sie galt als Schutzherrin der hugenottischen Gemeinden in Thouars und Vitré.

## Nachkommen
- Henri (1598–1674), duc de La Trémoille, prince de Talmont; ⚭ 1619 Marie de la Tour d’Auvergne (1600–1665), Tochter des Henri de La Tour d’Auvergne, duc de Bouillon
- Charlotte (1599–1668) ⚭ 1626 James Stanley, 7. Earl of Derby
- Elisabeth (1601–1604)
- Frederic (1602–1642), comte de Benon et de Laval